# نصب العشاق
نُصْب العشاق (بالإسبانية: Monumento a los Enamorados)‏ هو نُصْبٌ تذكاري في قرطبة، يقع تحديدًا في مركز مدينة قرطبة التاريخي [الإنجليزية]، والذي أعلنته منظمة الأمم المتحدة للتربية والعلم والثقافة (اليونسكو) موقع تراثٍ عالميٍ عام 1994 ميلاديًا. كان هذا النُصْب قد افتُتح عام 1971 ميلاديًا تخليدًا لذكرى ولادة بنت المستكفي وابن زيدون، والذين عُرفا بعلاقة الحب بينهما. النُصْب من أعمال النحات بابلو يوستي كونيخو (بالإسبانية: Pablo Yusti Conejo)‏، بإشراف المهندس المعماري فيكتور إسكريبانو أوسيلاي [الإسبانية].
تذكر مجلة الفيصل في عددها 364 الصادر بتاريخ أكتوبر/نوفمبر 2006 ميلاديًا الموافق شوال 1427 هجريًا بأنَّ «النصب عبارة عن يدين نحاسيتين متقاربتين وغير متماسكتين، إحداهما يد امرأة بشكلها الأنثوي وبروز شيء من أظافرها ودقتها، والأخرى يد رجل تشكلان في تقابلهما صورة تقترب من المصافحة، وقد وضعتا على نصب صخري مستطيل قائم، وكتب على الجهة التي تقابل الجامع، والتي يفصل بينهما طريق عامر لم يتغير عن شكله العربي القديم. أي: الطريق ومعالمه.» هذه الأبيات مع نسبتها إلى ولَّادة:
وكتب تحتها مباشرةً مع نسبتها إلى ابن زيدون:
وتُكمل مجلة الفيصل قائلةً «وبالمناسبة فقد كُتبت أبياتُ ابن زيدون خطأً في النصب الأسمنتي، بالرفع المضموم في آخر الأبيات، وهي في ديوانه، وفي صحيح سياق اللغة، بالنصب المفتوح».